# 専門学校コンピュータ教育学院
専門学校コンピュータ教育学院（せんもんがっこうコンピュータきょういくがくいん）は、福岡県福岡市にある私立専修学校。

## 沿革
- 1968年 - 大阪府で「コンピュータ日本学院」として設立。
- 1970年 - 「コンピュータ日本学院福岡校」が設立。
- 1974年 - 大阪本校より分離独立。
- 1975年 - 校名を「コンピュータ教育学院」に変更。
- 1980年 - 福岡市中央区天神に新校舎が建設。
- 1981年 - 専修学校として福岡県の認可を受ける。
- 1988年 - 福岡市南区大橋に新校舎が建設。
- 1998年 - 学校法人となる。大橋校舎がリニューアル。
- 2014年 - 校名を「専門学校コンピュータ教育学院」に変更。

## 教育

### 学科・コース
- 情報処理技術学科
  - プログラマコース（2年制）
  - システムエンジニアコース（3年制）
  - ITスペシャリスト学科（4年制）
- 総合ビジネス学科
  - パソコン事務コース（1年制）
  - キャリアデザインコース（2年制）
- IT技術ビジネスライセンス学科
  - スポーツ福祉コース（2年制）
  - アスリートコース（3年制）

## 学生生活

### 部活動
- 硬式野球部 - 『沖データコンピュータ教育学院』として日本野球連盟に社会人野球の企業チーム（専門学校チーム）として登録しており、専修学校チームの中ではトップクラスの強さである。
- 軟式野球部
- ソフトボール部
- ゴルフ部
- ロボコン部
- 卓球部
- バドミントン部
- テニス部
- サッカー部
- バスケットボール部
- バレーボール部
- パソコン部
- 応援団部
- イベント企画部
- 広報部
- アニメ部

## 学校関係者と組織

### 学校関係者一覧
- 一岡竜司 - 同校出身のプロ野球選手。

## 施設

### キャンパス
福岡大橋総合ITキャンパス
- 所在地：福岡県福岡市南区向野2-10-30
- アクセス：西日本鉄道天神大牟田線「大橋駅」より徒歩5分、JR九州鹿児島本線「竹下駅」より徒歩15分

福岡天神ITキャンパス
- 所在地：福岡県福岡市中央区天神4-5-5
- アクセス：福岡市営地下鉄空港線「天神駅」より徒歩5分、西日本鉄道天神大牟田線「西鉄福岡（天神）駅」より徒歩7分